# Park Jae-hong (futbolista nacido en 1978)
Park Jae-hong (Seúl, Corea del Sur, 10 de noviembre de 1978) es un exfutbolista surcoreano que jugaba en la posición de defensa.

## Clubes
| Club                                 | País                    | Año       |
| ------------------------------------ | ----------------------- | --------- |
| Jeonbuk Hyundai Motors Football Club | Corea del Sur           | 2003-2004 |
| Jeonnam Dragons Football Club        | Corea del Sur           | 2005-2006 |
| Universitatea Cluj                   | Rumania                 | 2006-2007 |
| Gyeongnam Football Club              | Corea del Sur           | 2008-2009 |
| Jiangsu Football Club                | República Popular China | 2010      |
| Gyeongnam Football Club              | Corea del Sur           | 2011      |
| Police United Football Club          | Tailandia               | 2012      |
| Gyeongnam Football Club              | Corea del Sur           | 2013      |